# Michel Dallaire (cirque)
Pour les articles homonymes, voir Michel Dallaire.
Michel Dallaire, né en 1951 ou 1952 et mort le 20 décembre 2018, est un clown québécois.

## Biographie
Il a fait partie de l'équipe d'origine du Cirque du Soleil.[réf. nécessaire]
Arrivée en Belgique en provenance du Québec, il collabore au Cirque Gosh dont il fait les mises en scène des spectacles. Il s'installe à Alès (Gard, France), pour réaliser la mise en scène du Cirque Archaos, qui au cœur des années 1980 révèle le cirque contemporain au grand public français.
Dans les années 2000, il met en scène certains spectacles des compagnies majeures des Arts de la Piste : Gosh, Les Arrosés, CirkologioM...